# København A-Raeken (1894/1895)
København A-Raeken (1894/1895) była 6. sezonem nieoficjalnych mistrzostw Danii w piłce nożnej. W rozgrywkach brały udział tylko zespoły z Kopenhagi. Tytuł obroniła drużyna Akademisk BK.

## Tabela końcowa
|   | Klub                 | M | Z | R | P | Br+ | Br- | Uwagi  |
| 1 | Akademisk BK         | 4 | 4 | 0 | 0 | 26  | 3   | Mistrz |
| 2 | Kjøbenhavns Boldklub | 4 | 2 | 0 | 2 | 7   | 12  |        |
| 3 | Boldklubben Frem     | 4 | 0 | 0 | 4 | 4   | 22  |        |

Kolejność drużyn w tabeli ustalana była według liczby zwycięstw. Jeśli po regulaminowym czasie gry był remis zarządzano dogrywkę, aż któraś z drużyn rozstrzygnęła wynik na swoją korzyść.